# Soazig Aaron
Pour les articles homonymes, voir Aaron.
Œuvres principales
- Le Non de Klara

Soazig Aaron, née en 1949 à Rennes, est une femme de lettres française.

## Biographie
Après des études d'histoire, Soazig Aaron a travaillé quelques années dans une librairie à Paris. Aujourd'hui, elle vit à Rennes en Bretagne
Son premier roman, Le Non de Klara, est paru en 2002. L'auteur, qui n'est pas juive, raconte dans un journal fictif le destin de Klara, survivante d'Auschwitz et qui rentre en 1945 à Paris, tentant de reprendre une vie normale.
Pour cette œuvre, Soazig Aaron a reçu en 2002 le prix Goncourt du premier roman et le prix Emmanuel-Roblès de la ville de Blois. Ces deux prix récompensent un premier roman. Il a aussi obtenu en 2002 le Prix du Roman de la Ville de Carhaix. En 2004, Le Non de Klara a reçu le Grand Prix des Libraires. En Allemagne, le roman a reçu le prix frère et sœur Scholl.
Son second roman, La Sentinelle tranquille sous la lune, est édité par Gallimard en 2010.

## Œuvres
- Le Non de Klara, éditions Maurice Nadeau, 2002,  (ISBN 2-86231-172-3), et Pocket, 2004
- La Sentinelle tranquille sous la lune, éditions Gallimard, 2010